# Júlio de Castilhos
Júlio Prates de Castilhos (São Martinho, 29 de junio de 1860 - Porto Alegre, 24 de octubre de 1903) fue un periodista y político brasileño considerado el "Patriarca de Río Grande del Sur" por sus compatriotas. Fue presidente de Río Grande del Sur en dos ocasiones y el principal autor de la Constitución del Estado de 1891. Difundió la ideología positivista en Brasil. Influyó en Getúlio Vargas que intentó implantar el castilhismo durante el Estado Novo (1937-1945).

## Biografía
Quedó huérfano con poco más de diez años y heredó la fortuna de su padre para invertirla en su educación. Aunque se graduó en la Facultad de Derecho de São Paulo, trabajó como periodista y político. Miembro del Partido Republicano Riograndense (PRR), dirigió el periódico A Federação de 1884 a 1889, donde propagó las ideas republicanas. Rápidamente se convirtió en uno de los principales líderes del PRR.
En 1891, fue elegido miembro de la Asamblea Constituyente, donde se destacó por oponerse a Rui Barbosa en el capítulo sobre discriminación de renta, defendiendo a los pequeños estados de la federación. Ese mismo año, redactó prácticamente en solitario la Constitución del Estado de Río Grande del Sur, y luego utilizó todos los medios posibles para conseguir su aprobación.
El 15 de julio de 1891, Júlio de Castilhos fue elegido presidente del estado de Río Grande del Sur y fue depuesto en noviembre del mismo año como resultado del Golpe del Tres de Noviembre. Poco más de un año después, Júlio de Castilhos concurre a unas nuevas elecciones (sin competidores), obteniendo 26 377 votos y vuelve a su antiguo cargo. Su toma de posesión tuvo lugar el 25 de enero de 1893. Ese mismo año, tuvo lugar la Revolución Federalista de tendencia parlamentarista y liderada por Gaspar Silveira Martins.
Júlio de Castilhos murió prematuramente en 1903 a causa de un cáncer de garganta. La última casa en la que vivió fue adquirida por el gobierno del estado en 1905 y ese mismo año se instaló en ella el Museo Júlio de Castilhos en el centro de Porto Alegre. El político también fue homenajeado en esa ciudad con la construcción de un gran monumento en la Praça da Matriz.

## Influencia

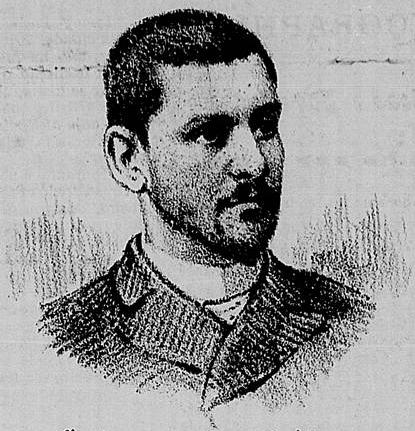
Júlio de Castilhos

Júlio de Castilhos ejerció una influencia única en la política de Río Grande del Sur. La Constitución del Estado de 1891, redactada por él, estaba fuertemente inspirada en el positivismo del filósofo francés Auguste Comte y garantizaba al gobernante los medios legales para implementar políticas de inspiración positivista. Esta fue la primera constitución estatal de la República que se finalizó y acabó sirviendo de base para varias otras en el país, difundiendo así sus ideales.
Aunque considerada autoritaria, esta constitución pretendía implantar aspectos racionales en el carácter del régimen republicano, basados en la historia y la ciencia para superar los aspectos populares o metafísicos.
El llamado Castilhismo se consolidó como corriente política y tuvo voz activa durante cerca de cuarenta años, principalmente en Río Grande del Sur, pero también en el resto de Brasil. Borges de Medeiros, sucesor de Castilhos, siguió firmemente los ideales de su maestro al frente del gobierno del estado. En el ámbito nacional, Getúlio Vargas intentó implantar el castilhismo durante el Estado Novo (1937-1945).